# Roof op klaarlichte dag
Roof op klaarlichte dag is een hoorspel van Rodney D. Wingfield. Daylight Robbery werd op 2 juni 1977 door de BBC uitgezonden. Onder de titel Zählende Gäste bracht de Bayerischer Rundfunk het in 1980. Lies de Wind vertaalde het en de TROS zond het uit op maandag 14 januari 1980. De regisseur was Bert Dijkstra. Het hoorspel duurde 55 minuten.

## Rolbezetting
- Enny Meunier (Miss Pickering)
- Willy Ruys (Colonel Fryatt)
- Wim de Haas (Dr. Bush)
- Frans Kokshoorn (Harris)
- Paul van Gorcum (Wakeson)
- Niek Engelschman (Ledbridge)
- Joke van den Berg (verpleegster)
- Frans Zuidinga (Jones)
- Hans Hoekman (politieagent)

## Inhoud
De ouder wordende Miss Pickering heeft van haar huis, dat sinds lang familiebezit is, een pension gemaakt en ze heeft een advertentie geplaatst om gasten te trekken. In haar huis heerst echter een streng reglement en als beginsel geldt dat om 21.00 uur de deur dicht gaat. Als nu Colonel Fryatt zich op een avond na de taptoe nog toegang tot het pension verschaft, wordt hij door Miss Pickering voor een inbreker gehouden en bijna neergeschoten; pas op het laatste ogenblik herkent ze ook in hem een aangekondigde gast. Des te verwonderder is Fryatt de volgende morgen als zijn gastvrouw hem aan de drie overige pensiongasten als dief voorstelt, die het in de nacht op haar in de safe gedeponeerde diamanten collier had gemunt. Miss Pickerings manoeuvre dient er echter alleen toe, de Colonel te overtuigen deel te nemen aan een bankroof...